# South Charleston (Virginie-Occidentale)
La ville de South Charleston est située dans le comté de Kanawha, dans l’État de Virginie-Occidentale, aux États-Unis. Lors du recensement de 2010, sa population s’élevait à 13 450 habitants. 
Fondée en 1906, cette ville de l'agglomération de Charleston doit son nom à sa situation originelle sur la rive sud de la Kanawha (« south » signifiant « sud »).